# Psilochorus itaguyrussu
Psilochorus itaguyrussu là một loài nhện trong họ Pholcidae. Loài này được phát hiện ở Brasil.